# Egon Pearson
Egon Sharpe Pearson (11 de agosto de 1895 – 12 de junio de 1980) fue un estadístico británico, hijo del también estadístico Karl Pearson.
Acudió al Winchester College y al Trinity College de Cambridge, y sucedió a su padre como profesor de estadística en el University College de Londres y como editor de la revista Biometrika. Pearson es conocido por el desarrollo del Lema de Neyman-Pearson.
Fue presidente de la Royal Statistical Society en 1955–56,  y en 1955 fue galardonado con la Medalla Guy. En 1946 fue distinguido con la Orden del Imperio Británico.
Fue elegido miembro de la Royal Society en marzo de 1966. En su presentación como candidato se pudo leer: "Conocido en todo el mundo como coautor de la Teoría Neyman-Pearson para pruebas de hipótesis estadísticas, y responsable de muchas importantes contibuciones a los problemas de inferencia y metodología estadística, especialmente en el desarrollo y la utilización del criterio de la razón de verosimilitud. Ha tenido un papel muy destacado de liderazgo en la promoción de les aplicaciones de los métodos estadísticos, por ejemplo, en la industria así como durante y después de la guerra en la evaluación y prueba de armas ."

## Trabajos
- En el Uso e Interpretación de Criterios de Prueba segura para los Propósitos de Inferencia Estadística (coautor junto a Jerzy Neyman en Biometrika, 1928)
- La Historia de estadísticas en los siglos XVII y XVIII (1929). Versión comentada de una serie de conferencias de su padre.
- En el Problema de las Pruebas más Eficaces de Hipótesis Estadísticas (coautor junto a Jerzy Neyman, 1933)
- La Aplicación de Métodos Estadísticos a Calidad y Estandarización Industriales Control. Londres: Institución de Estándares británicos, Departamento de Publicación. 1935.[6]
- Karl Pearson : agradecimiento de algunos aspectos de su vida y trabajo (1938)
- Selección de Papeles de E. S. Pearson. Cambridge University Press. 1966.
- Estudios en la historia de estadísticas y probabilidad (1969, coautor junto a Maurice George Kendall)